# مدرسة ابن قرقماش
مدرسة ابن قرقماش  المعروفة باسم مدرسة جنبلاط تقع في شارع إسماعيل أبو جبل المتفرع من درب الجماميز (شارع بورسعيد)، انشئت عام 882 هجرية .

## وصفه
تتكون المدرسة من مربع تقريباً إذ يبلغ طولها 17.20 متر وعرضها 16.5 متر وتقع الواجهة الرئيسية في الضلع الجنوبي الغربي للمدرسة
وتطل على شارع إسماعيل أبو جبل (درب الحجر سابقا) ويبلغ طول هذه الواجهة إذا استبعدنا واجهة السبيل الذي بنى في العصر العثماني 15 متراً
ينقسم إلى قسمين يبرز أحدهما عن الآخر بمقدار 2.30 متر.